# Amphimedon robusta
Amphimedon robusta är en svampdjursart som först beskrevs av Carter 1885.  Amphimedon robusta ingår i släktet Amphimedon och familjen Niphatidae.
Artens utbredningsområde är Sydaustralien. Inga underarter finns listade i Catalogue of Life.